# Red's Dream
Red's Dream is een korte computeranimatiefilm van Pixar Animation Studios, geregisseerd door John Lasseter. Het filmpje kwam uit in 1987.
Het was het eerste Pixar-filmpje waar een mens in voorkwam: de clown Lumpy. Verder is dit het enige filmpje gemaakt op de Pixar Image Computer, en het enige dat nooit samen is uitgebracht met een van de grotere Pixar-films.

## Verhaal
De film speelt zich af in een fietsenwinkel genaamd "Eben's Bikes". Het is nacht, en de winkel is gesloten. In de uitverkoophoek van de winkel staat Red, een rode eenwieler. De camera zoomt langzaam op hem in, en men krijgt te zien waar de fiets van droomt.
In de droom is Red eigendom van een circusclown. Onder begeleiding van een fanfare betreedt de clown de piste, maar hij krijgt niet het grootse applaus waar hij op had gehoopt. Hij begint met een jongleeract terwijl hij op Red blijft rondrijden. Red helpt de clown een handje door de ballen die hij per ongeluk laat vallen terug omhoog te werpen met zijn trappers. Wanneer de clown een bal de ring in gooit, rijdt Red erachteraan en laat de clown achter. Die “fietst” nog even door in de lucht, tot hij merkt dat hij niet meer op Red zit, op de grond valt, en verdwijnt. Red zet de jongleeract voort met drie ballen. Hij krijgt achteraf een daverend applaus.
Dan wordt Red wakker en ziet de waarheid onder ogen. Hij keert terug naar de hoek en slaapt weer verder.

## Achtergrond
Lasseter en William Reeves schreven los van elkaar een script voor een filmpje dat gemaakt kon worden met Pixar Image Computer. Lasseters script draaide om een clown en zijn eenwieler, en Reeves’ script over een stad tijdens een nachtelijke regenbui. Eben Ostby wilde graag voor het volgende filmpje een fiets proberen te tekenen op de computer. Uiteindelijk combineerden de drie hun ideeën tot Red's Dream.